# Nez cassés

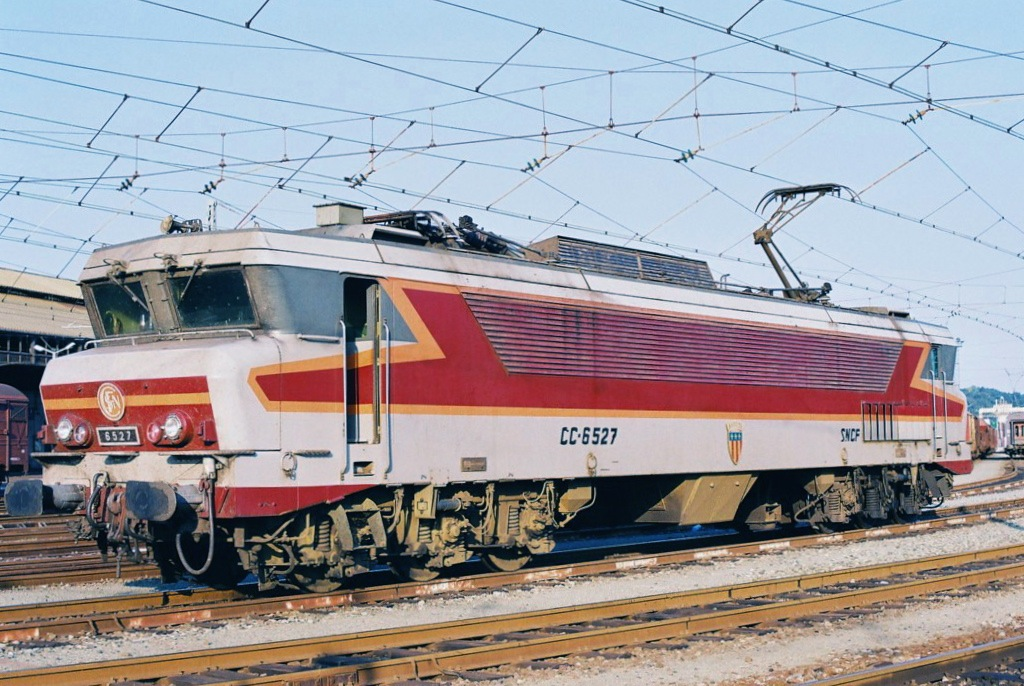
Una locomotiva elettrica serie CC 6500 con profilo nez cassé

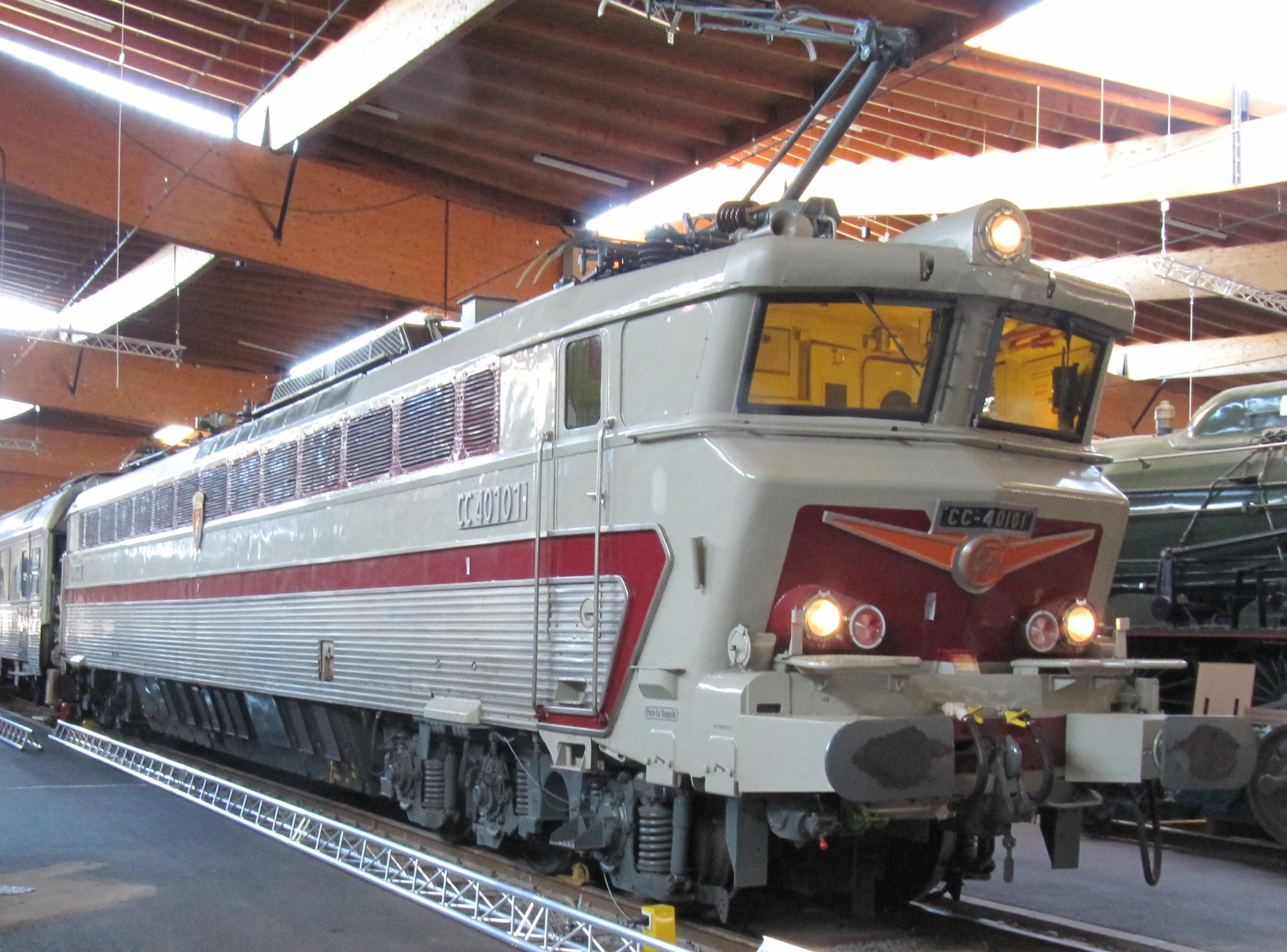
Una locomotiva elettrica serie CC 40100 con profilo nez cassé

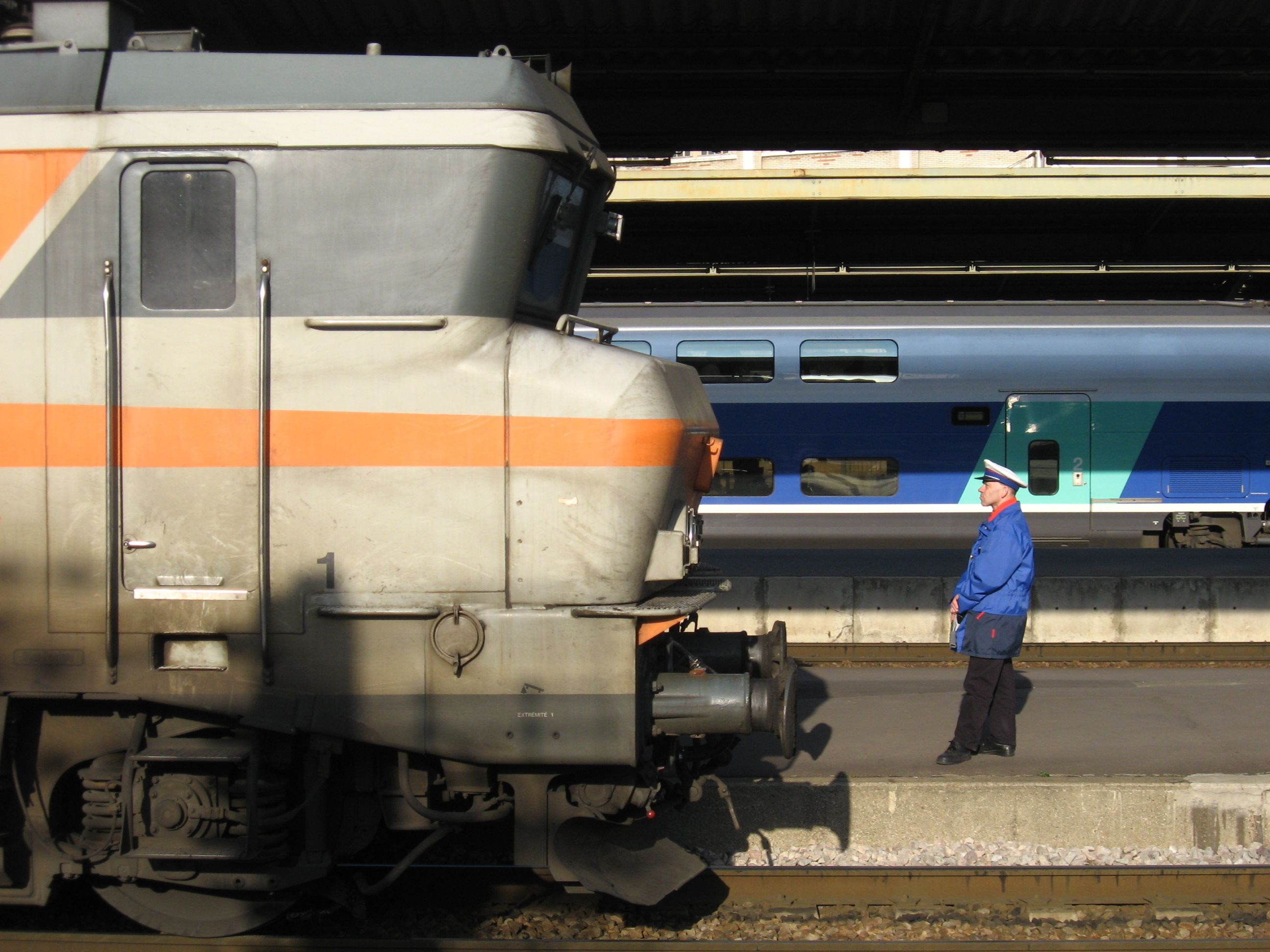
Il profilo nez cassé di una locomotiva BB 7200

Nez cassés (letteralmente: «nasi rotti») era il soprannome dato ad alcuni gruppi di locomotive costruite dalla Alsthom fra gli anni sessanta e gli anni ottanta del XX secolo, celebri per il caratteristico profilo a linea spezzata delle cabine.
Il progetto estetico di tali locomotive si deve al designer Paul Arzens, che intendeva dare alle macchine un aspetto dinamico che suggerisse modernità e velocità.
Oltre a numerose serie di locomotive francesi, il profilo nez cassé venne adottato anche su altre serie di locomotive costruite dalla Alsthom per vari paesi esteri.

## I gruppi di locomotivenez cassés
Adottano il profilo nez cassé i seguenti gruppi di locomotive delle ferrovie francesi:
- CC 40100 (1964)
- CC 72000 (1967)
- CC 6500 e CC 21000 (1969)
- BB 15000 (1971)
- BB 7200 (1976)
- BB 22200 (1976)

Il profilo nez cassé fu adottato anche sui seguenti gruppi di locomotive di altri paesi, tutte di costruzione Alsthom:
- DF 100 delle ferrovie marocchine (1968)
- E 900 delle ferrovie marocchine (1970)
- 8000 delle ferrovie coreane (1972)
- 18 delle ferrovie belghe (1973)
- 2600 delle ferrovie portoghesi (1974)
- 363 delle ferrovie jugoslave (1975)
- X996 della Amtrak (1977)
- 1600 e 1800 delle ferrovie olandesi (1980)
- 1900 e 1930 delle ferrovie portoghesi (1981)
- 2620 delle ferrovie portoghesi (1987)
- E 1300 delle ferrovie marocchine (1992)
- E 1350 delle ferrovie marocchine (1999)